# Erzbistum Urbino-Urbania-Sant’Angelo in Vado
Das Erzbistum Urbino-Urbania-Sant’Angelo in Vado (lat.: Archidioecesis Urbinatensis-Urbaniensis-Sancti Angeli in Vado, ital.: Arcidiocesi di Urbino-Urbania-Sant’Angelo in Vado) ist eine in Italien gelegene römisch-katholische Erzdiözese mit Sitz in Urbino.

## Geschichte

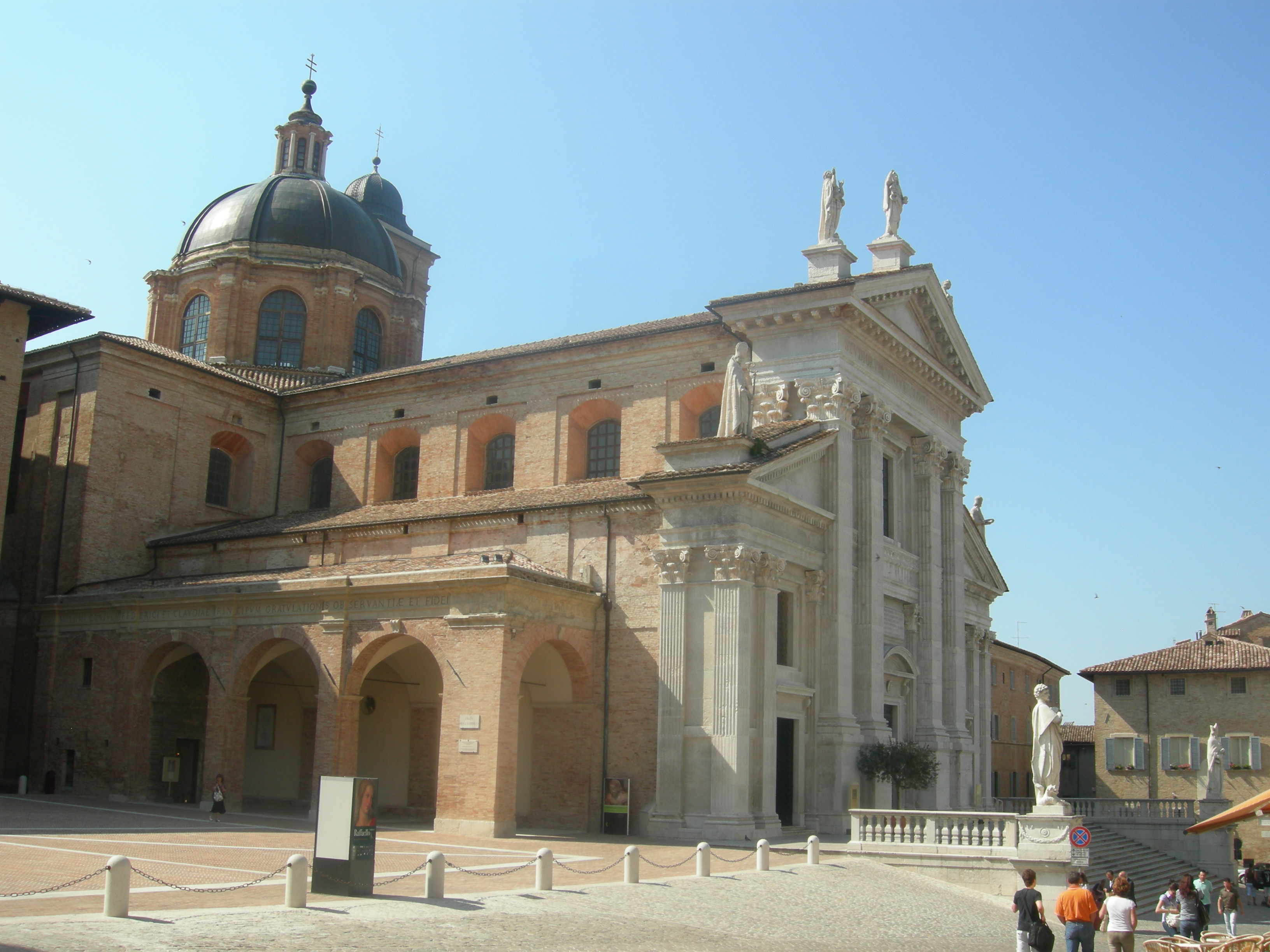
Kathedrale Santa Maria Assunta in Urbino

Das Erzbistum Urbino-Urbania-Sant’Angelo in Vado wurde im 6. Jahrhundert als Bistum Urbino errichtet. Am 7. Juli 1563 wurde das Bistum Urbino durch Papst Pius IV. mit der Apostolischen Konstitution Super universas zum Erzbistum erhoben. Die Bistümer Cagli, Senigallia, Pesaro, Fossombrone, Montefeltro und Gubbio wurden dem Erzbistum Urbino als Suffraganbistümer unterstellt. Das Priesterseminar des Erzbistums Urbino wurde am 21. November 1592 errichtet.
Seit dem 23. Mai 1977 wurden das Erzbistum Urbino und das Bistum Urbania-Sant’Angelo in Vado in Personalunion verwaltet. Am 30. September 1986 wurde dem Erzbistum Urbino durch die Kongregation für die Bischöfe mit dem Dekret Instantibus votis das Bistum Urbania-Sant’Angelo in Vado angegliedert. Das Erzbistum Urbino-Urbania-Sant’Angelo in Vado verlor am 11. März 2000 den Status als Metropolitanbistum und wurde dem Erzbistum Pesaro als Suffraganbistum unterstellt.
Am 7. Januar 2023 verfügte Papst Franziskus die Vereinigung des Erzbistums Pesaro in persona episcopi mit dem Erzbistum Urbino-Urbania-Sant’Angelo in Vado. Erzbischof der so vereinigten Diözesen wurde der bisherige Erzbischof von Pesaro, Sandro Salvucci.